# لیموهای دریایی قرصی
لیموهای دریایی قرصی (نام علمی: Discodorididae) نام یک تیره از لیسه دریایی است.

## نگارخانه

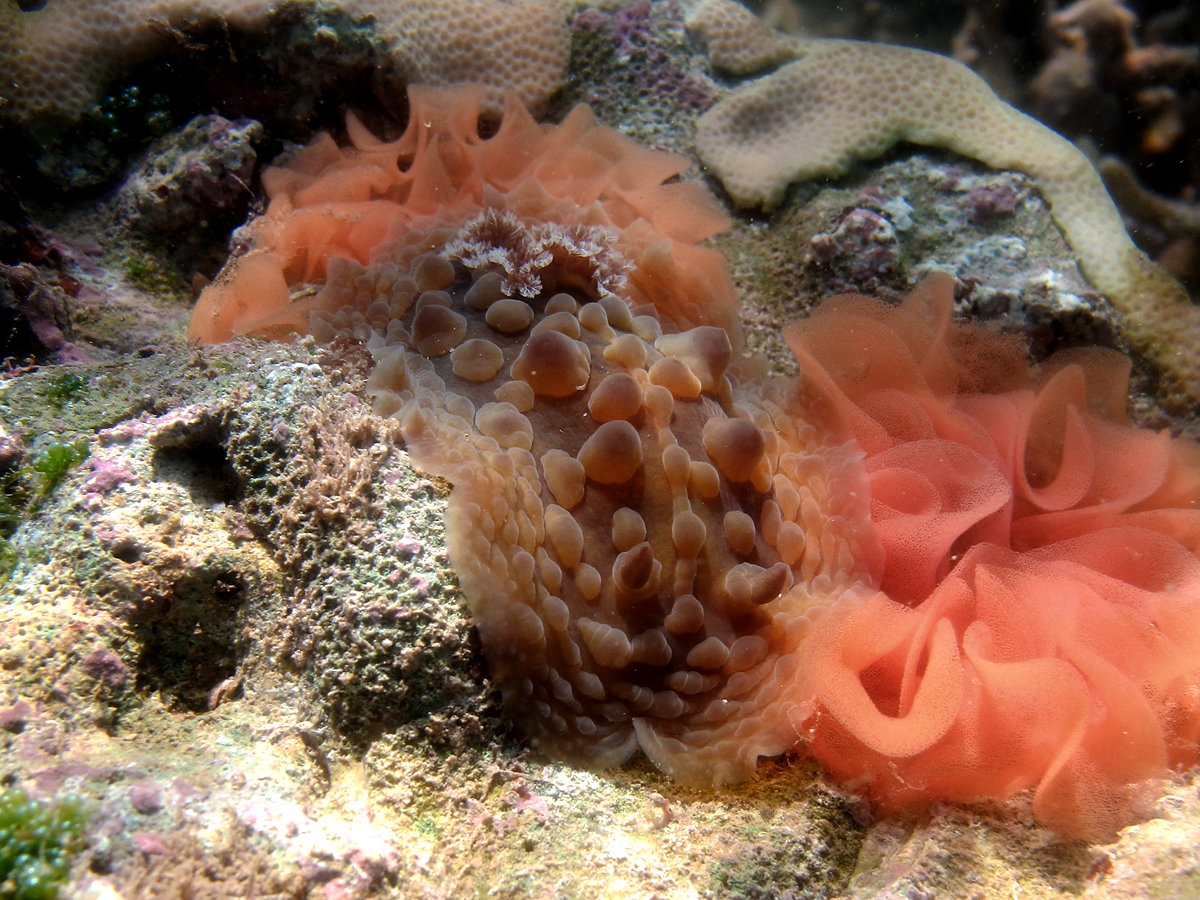
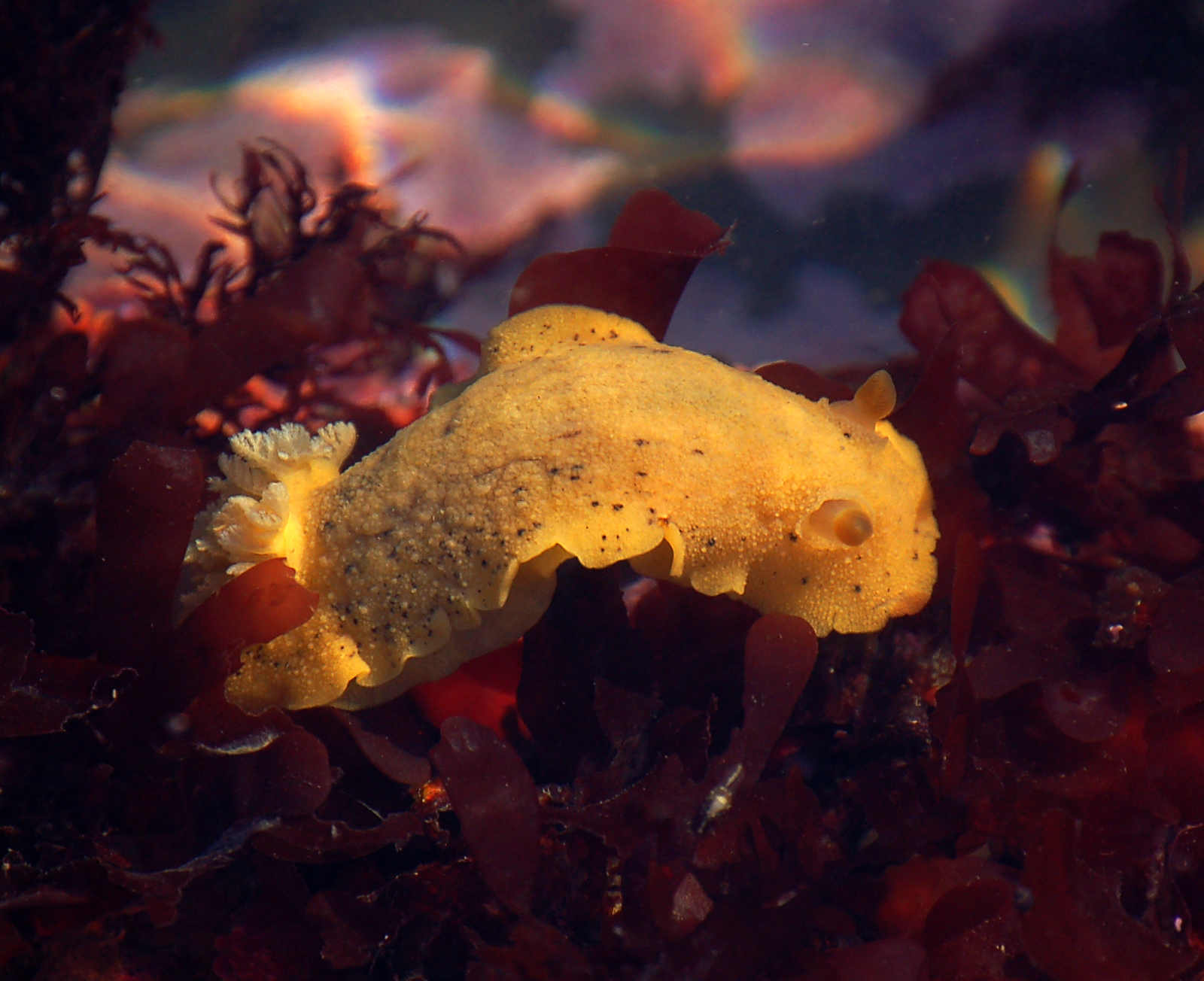
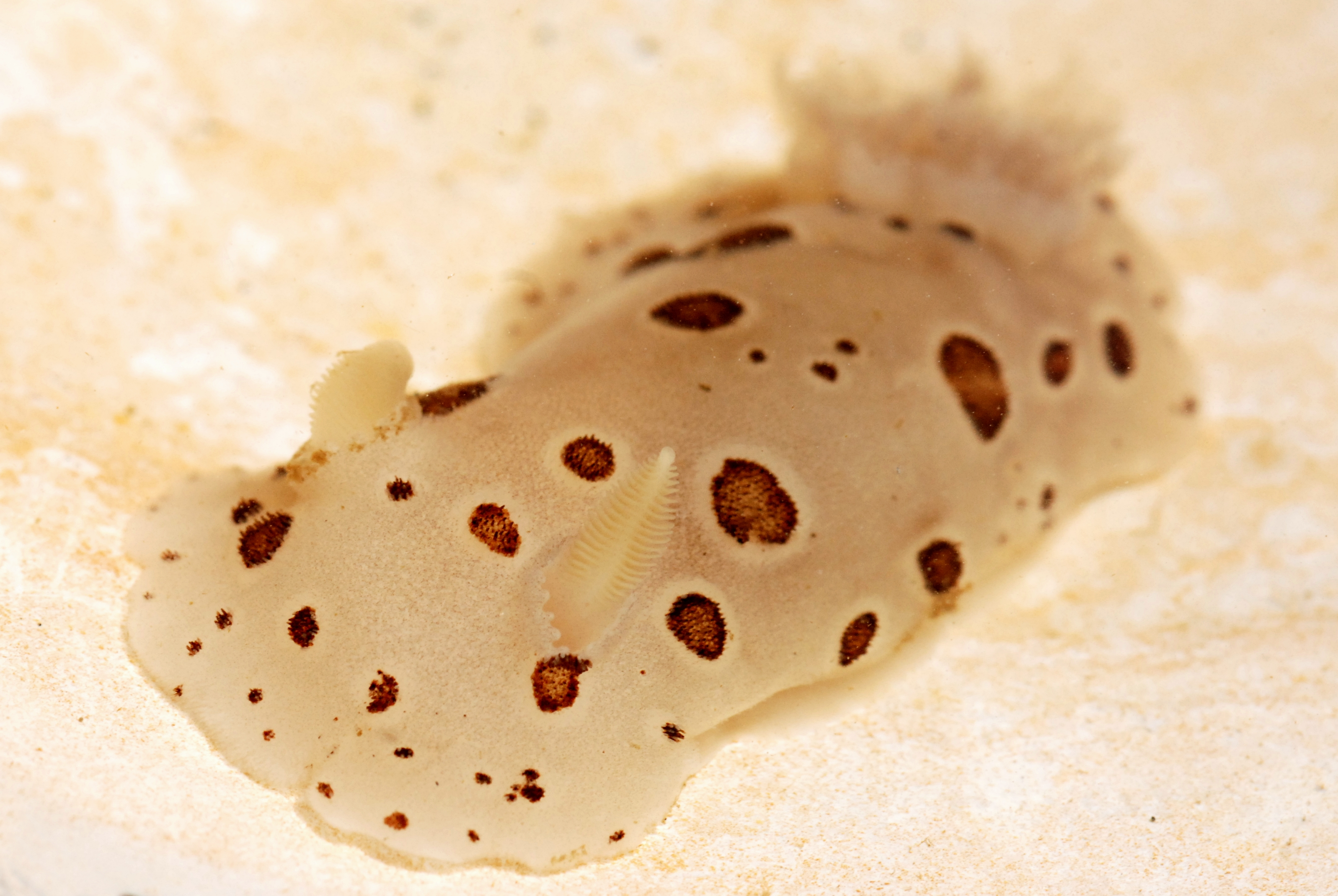
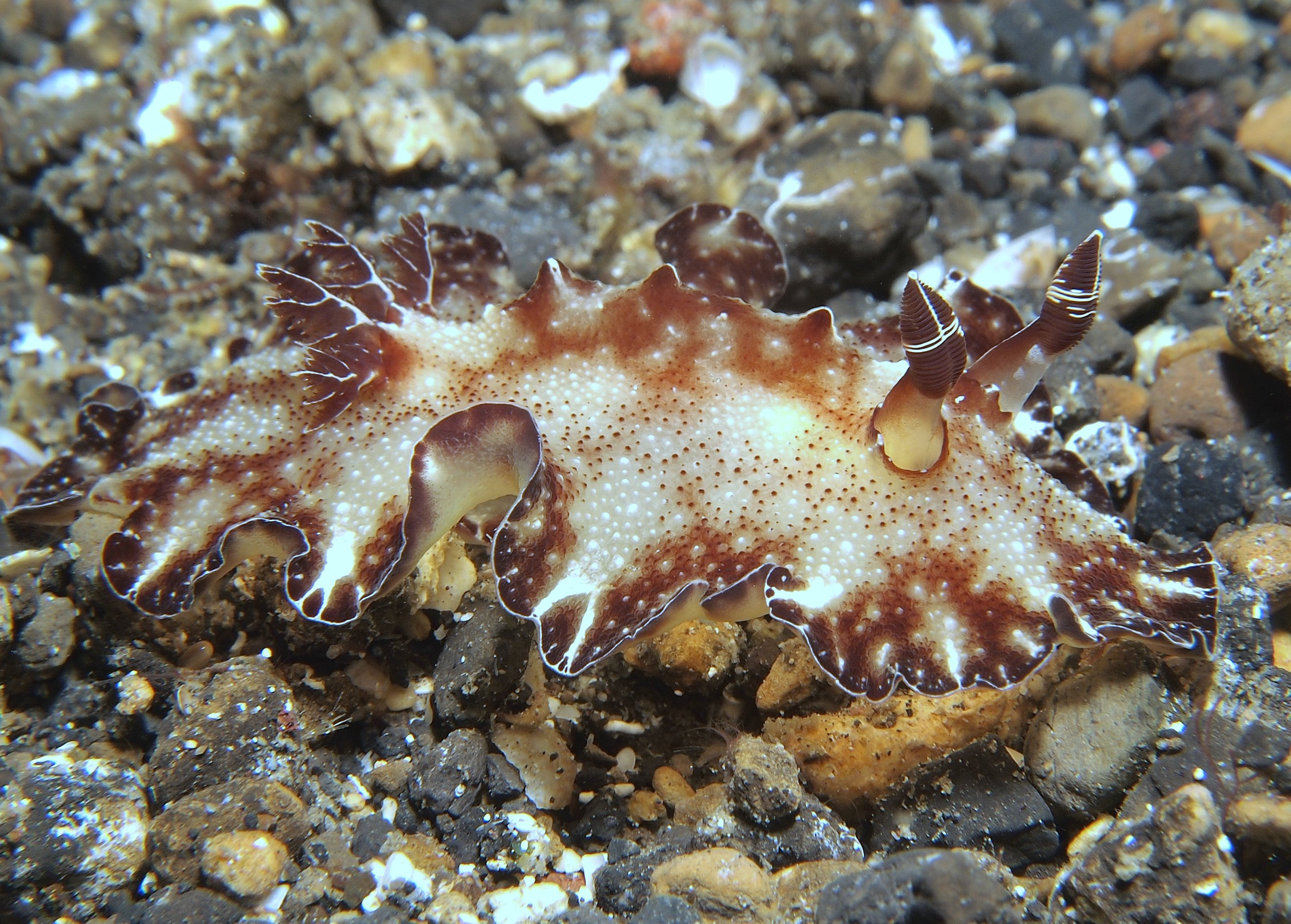
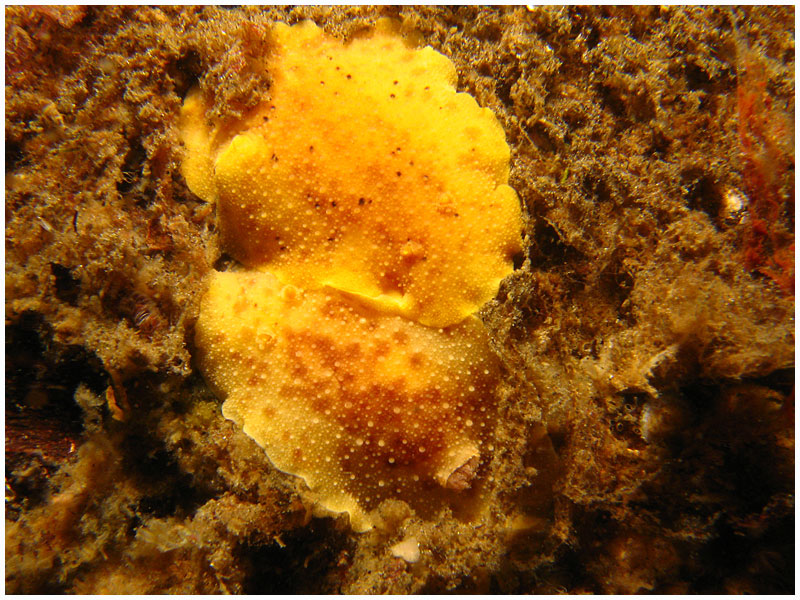
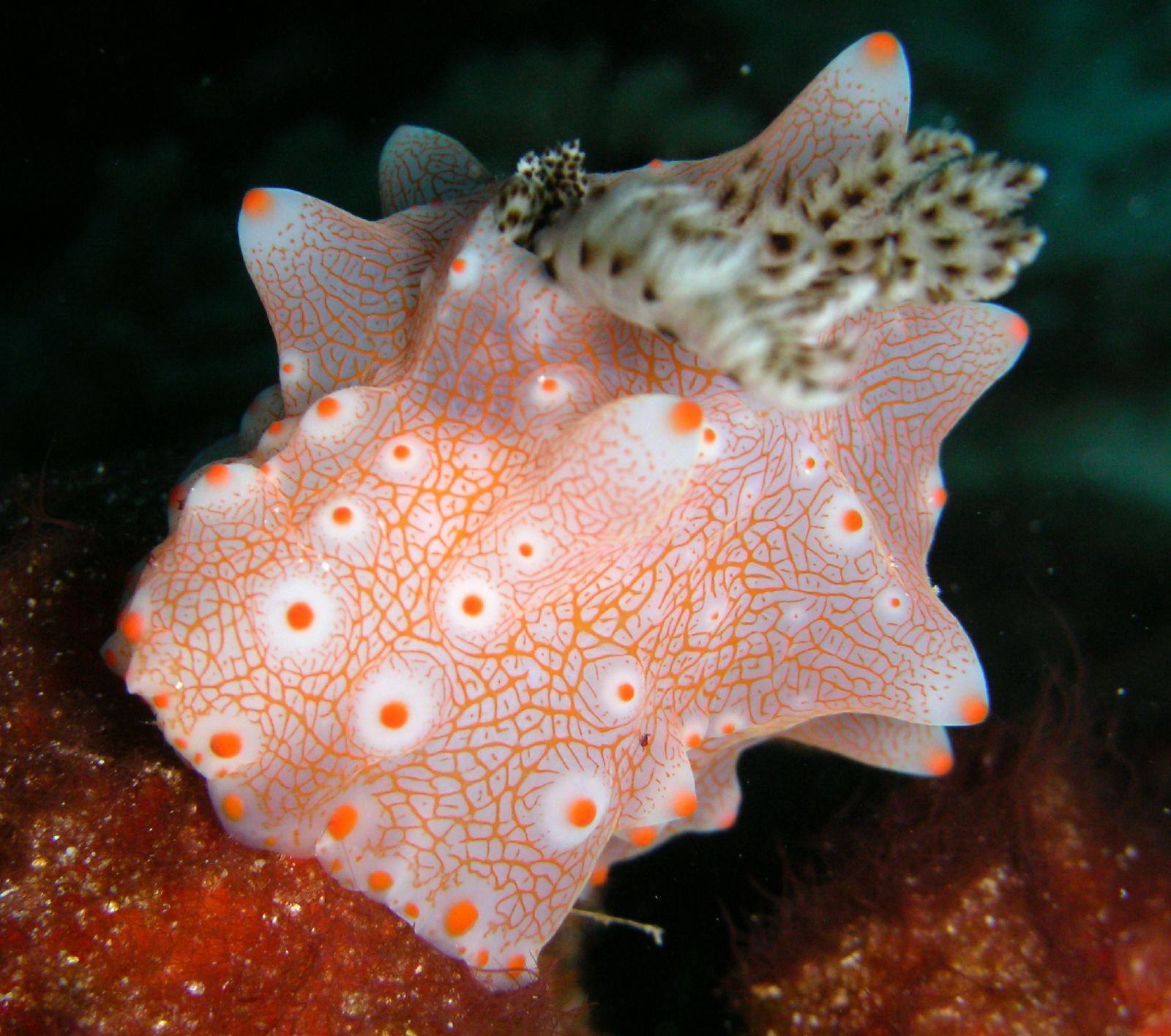
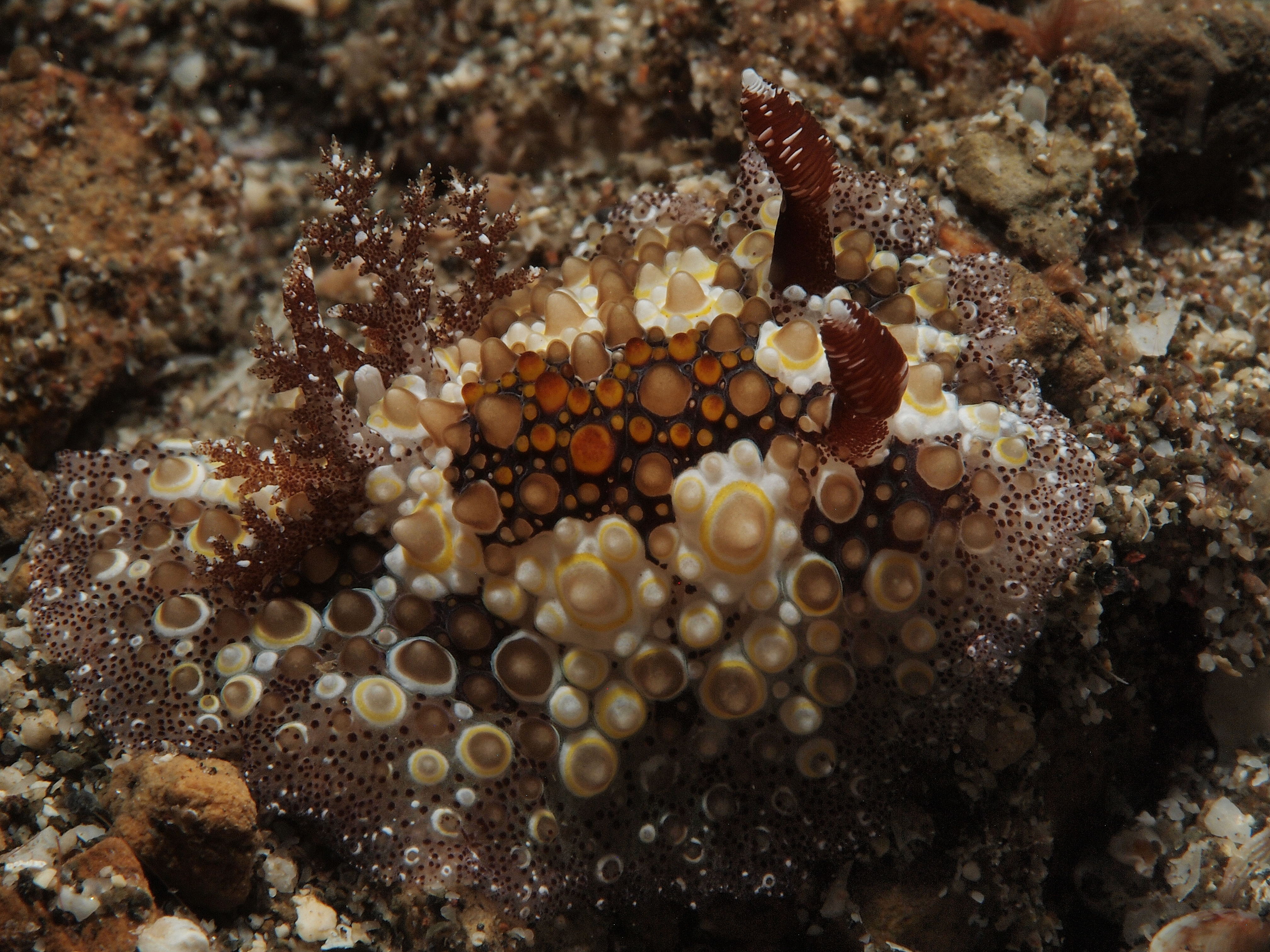
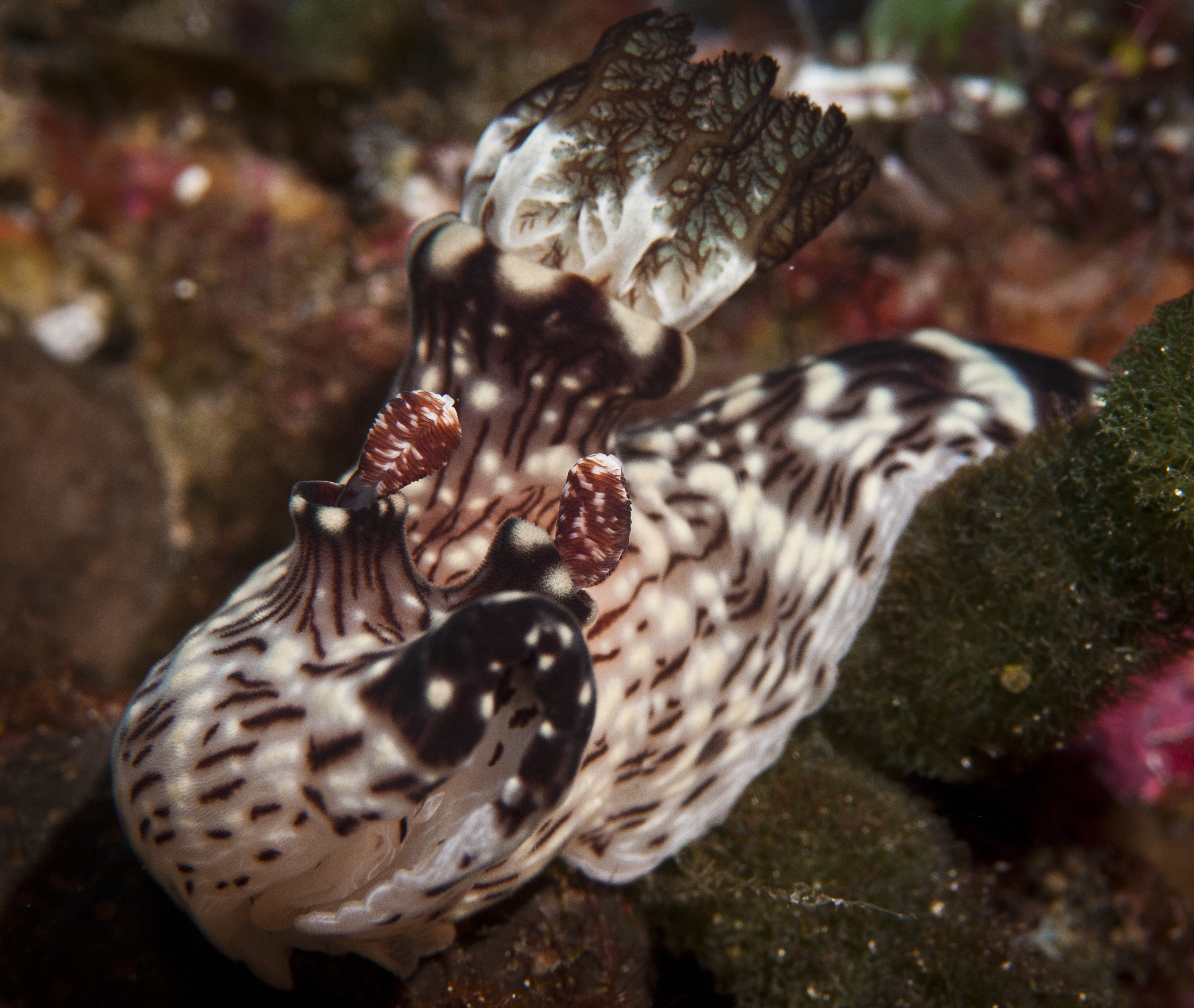
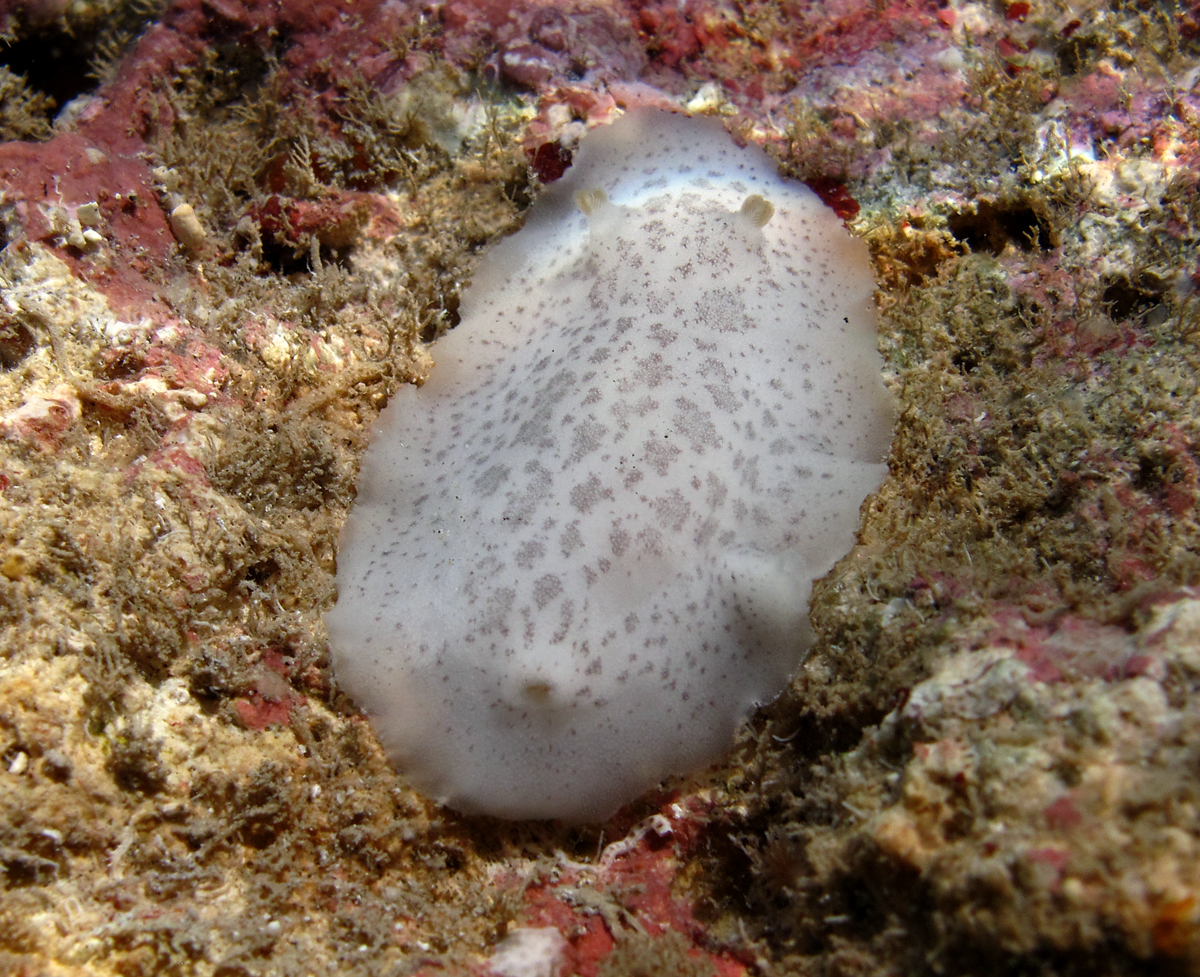
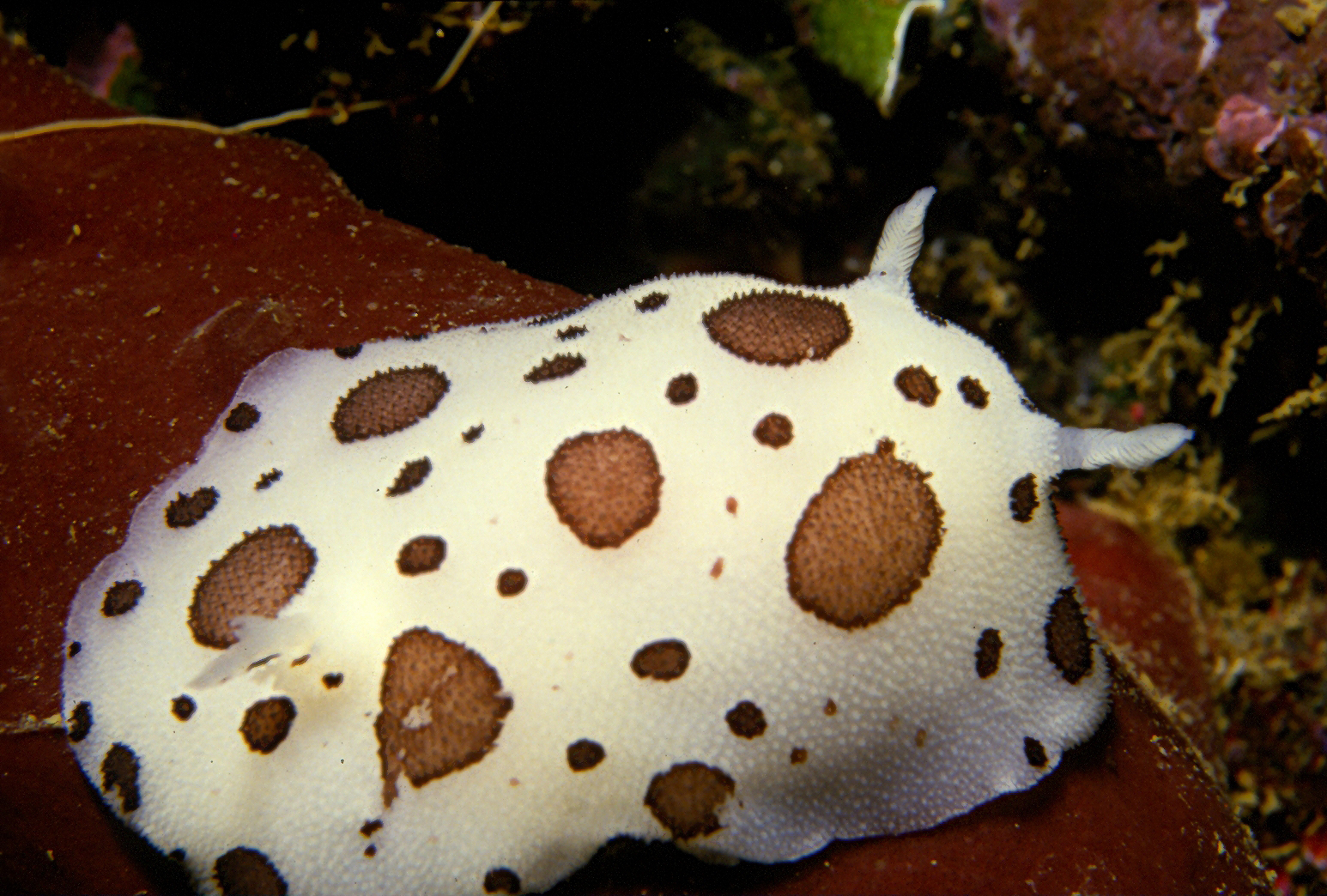
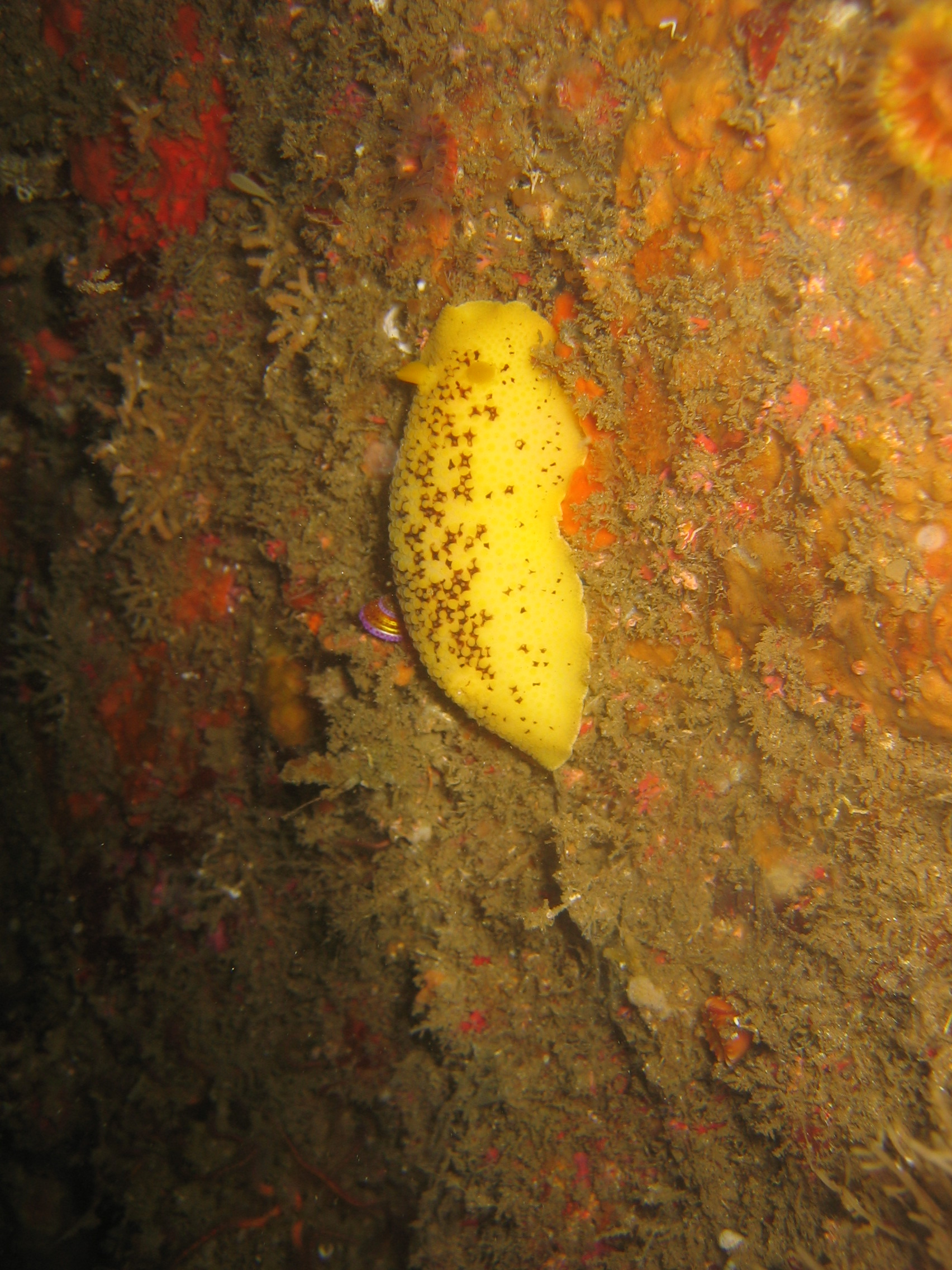
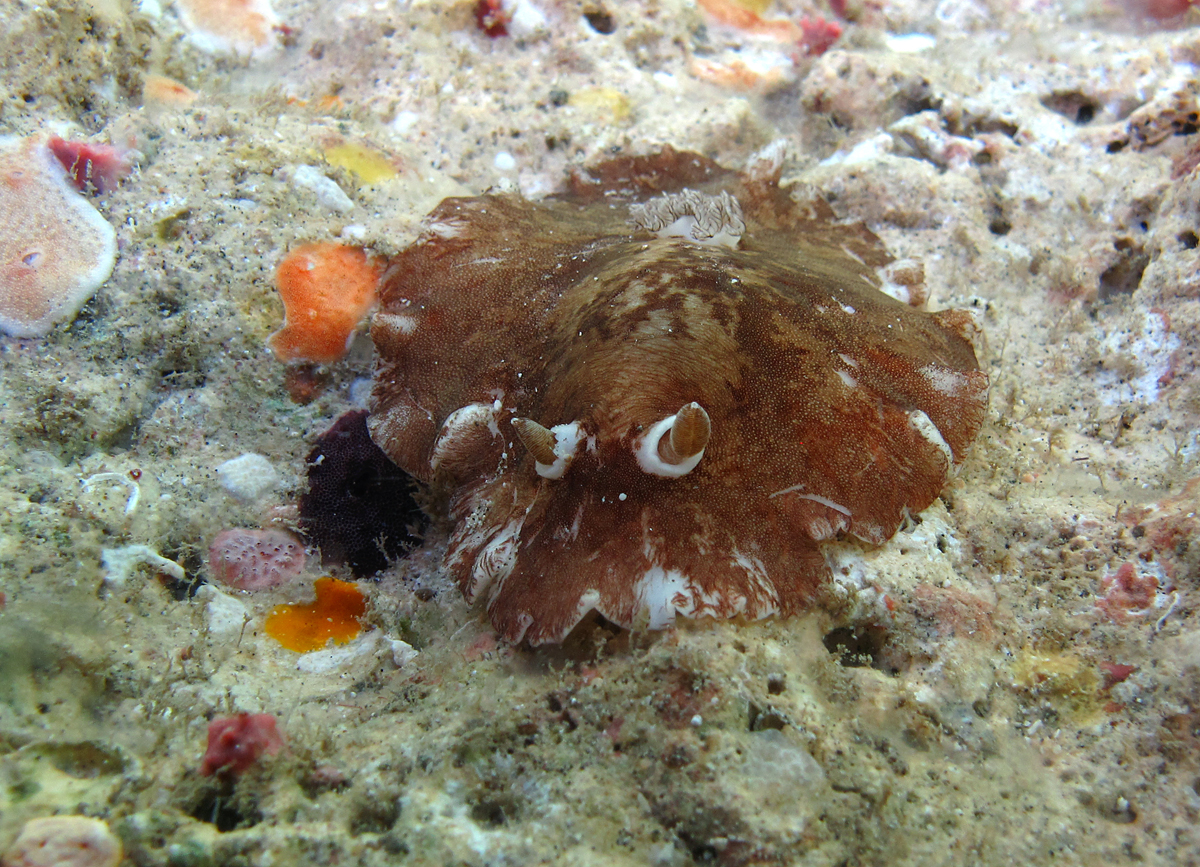
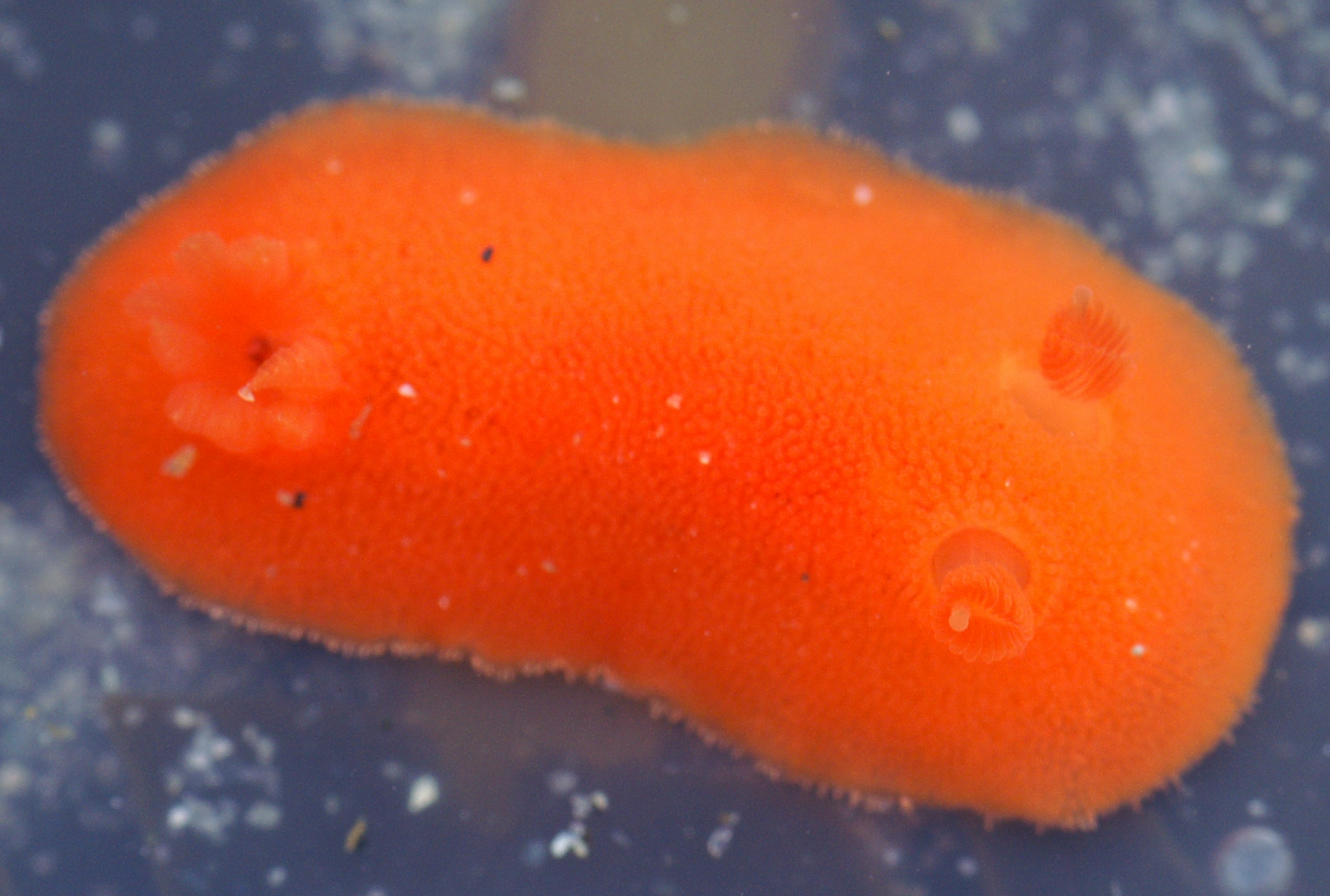
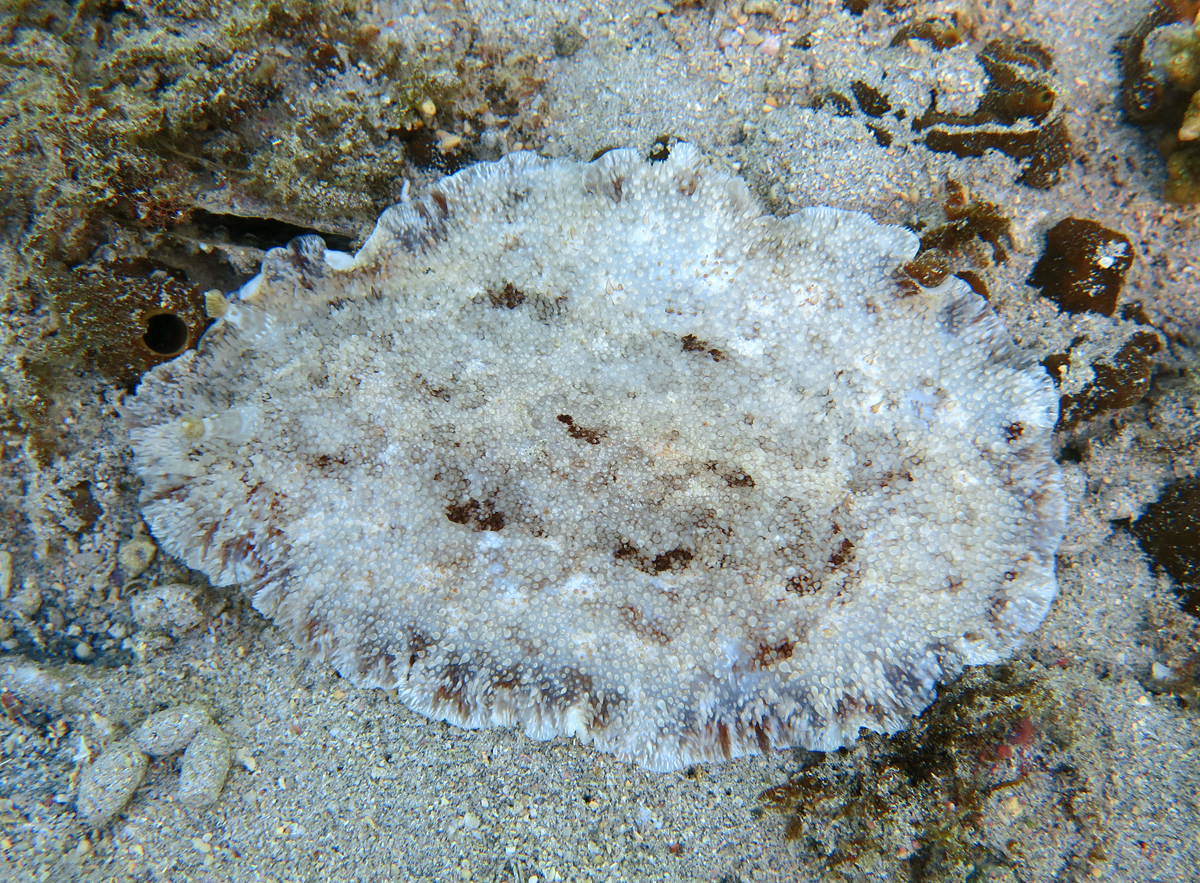
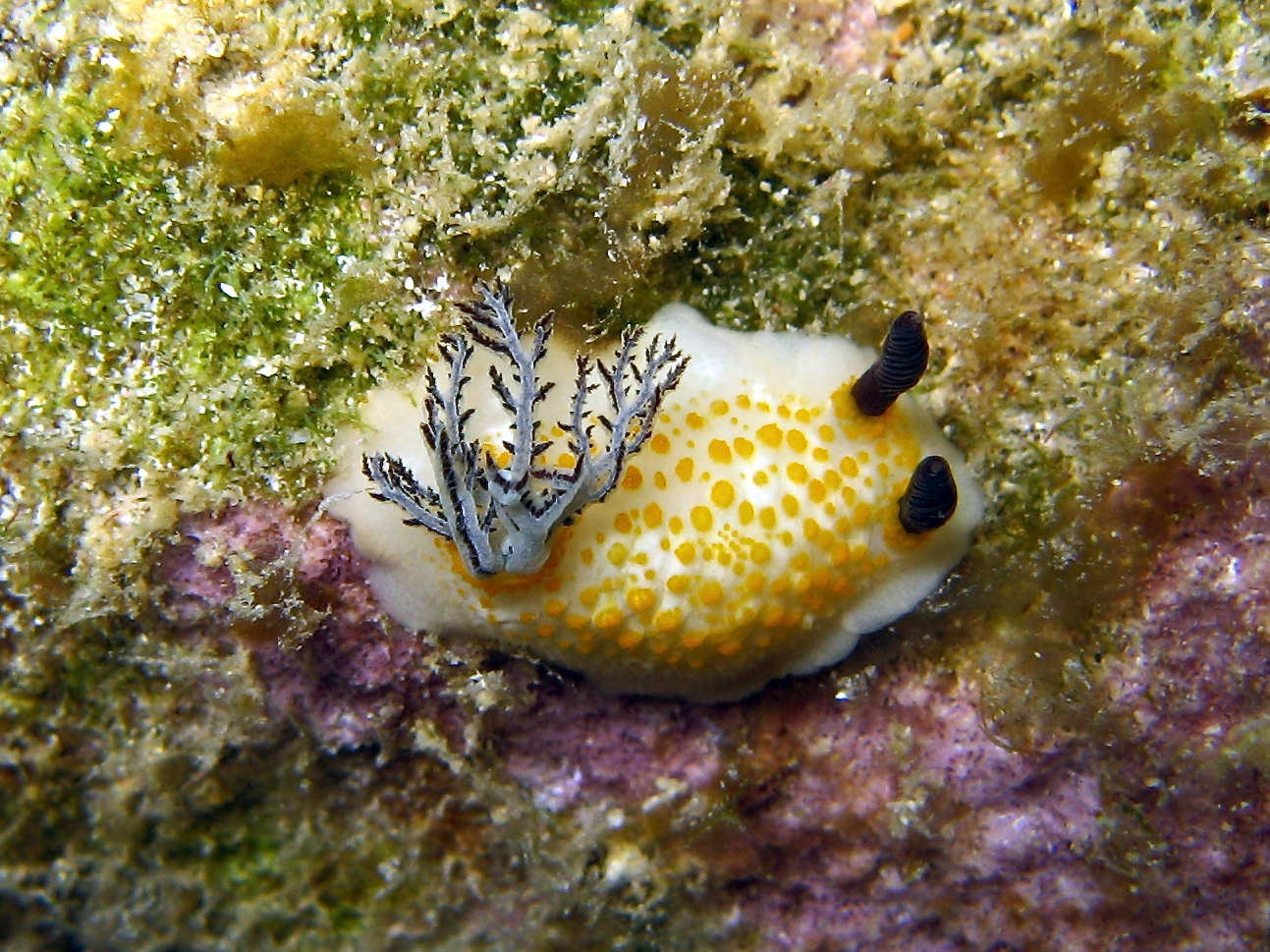
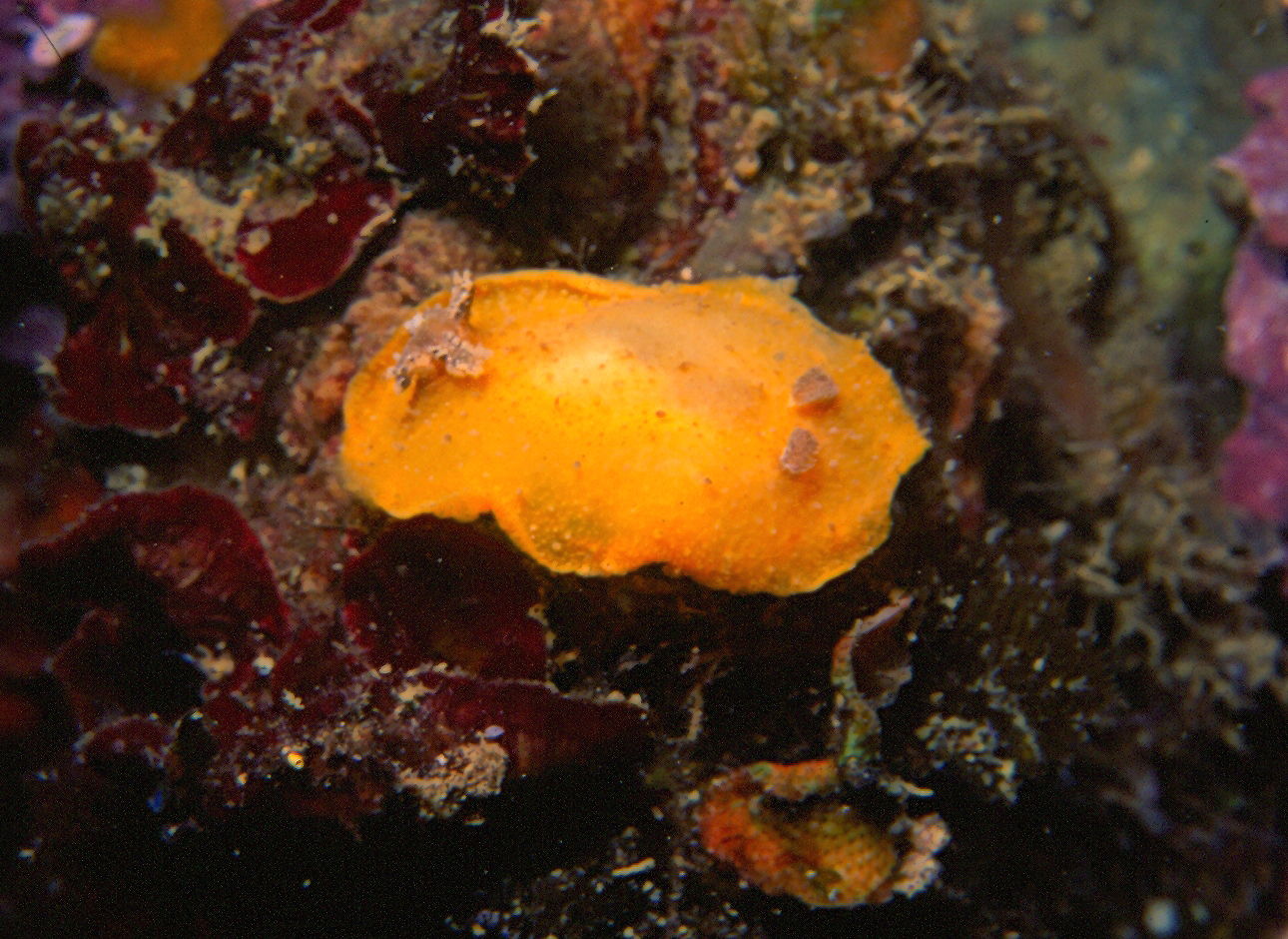